# Carlos Pascual
Carlos Pascual nacido en 1959 es un diplomático estadounidense de origen cubano mexicano que fue embajador de su país en México y en Ucrania.

## Educación
Pascual estudió en una escuela católica en La Puente, California y se graduó en 1976. Realizó estudios superiores en la Universidad Stanford realizando un máster en Política públicas en la Escuela de Gobierno Kennedy y en la Universidad de Harvard en 1982.

## Controversias
Como resultado de la filtración de cables de 2010 realizada por WikiLeaks, se descubrió que Pascual enviaba notas a su gobierno en las que describía una enorme corrupción dentro del gobierno mexicano y una mala coordinación por parte de las autoridades encargadas en la lucha contra el narcotráfico, así como otros temas más.
El gobierno mexicano consideró esto como una intromisión en los asuntos internos del país, para lo cual Felipe Calderón solicitó al gobierno estadounidense la renuncia de Pascual como su representante en México. Para evitar agravar la situación, Estados Unidos retiró a Pascual y en su lugar nombró a Anthony Wayne, quien es especialista en países en conflicto.